# 枹丝锥
枹丝锥（学名：Castanopsis calathiformis）为壳斗科锥属下的一个种。

## 扩展阅读
- 維基物種上的相關：枹丝锥